# Pusiola verulama
Pusiola verulama är en fjärilsart som beskrevs av Embrik Strand 1912. Pusiola verulama ingår i släktet Pusiola och familjen björnspinnare. Inga underarter finns listade.